# Adonisea coloradica
Adonisea coloradica là một loài bướm đêm trong họ Noctuidae.